# Silverräv

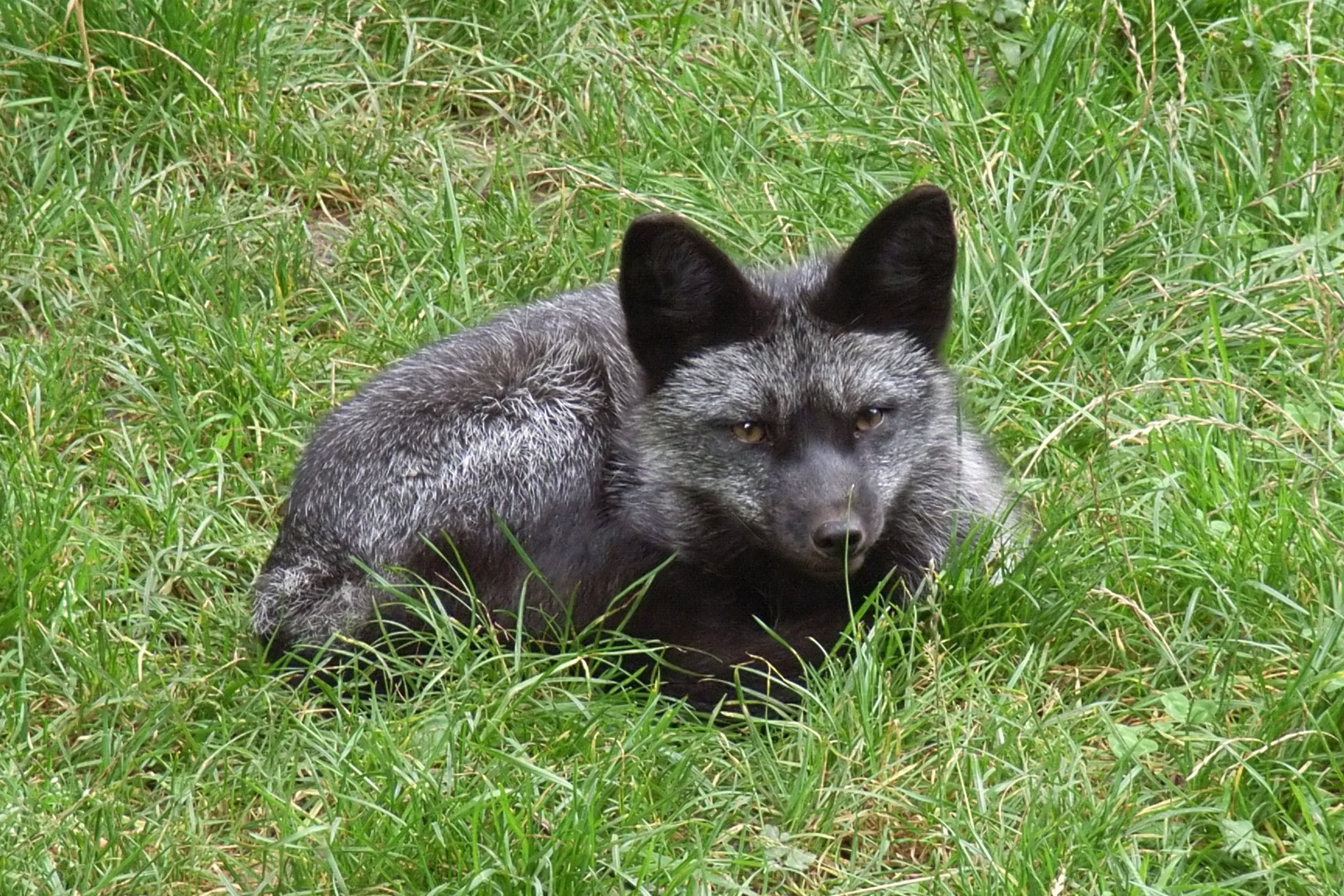
Silverräv

Silverräv är en variant av rödräv (Vulpes vulpes) som föds upp för sin päls skull. Pälsen är svart och har inslag av ljusa hår, något som ger den ett karakteristiskt utseende liknande det hos den variant av fjällräv som kallas blåräv. Pälsen används till pälsverk. Anlaget för pälsvarianten finns naturligt i vissa rödrävspopulationer. Den domesticerade silverräven som idag återfinns i uppfödningar har sitt ursprung i Ryssland och är ett resultat av 50 års forskning och selektiv avel.